# Gran Premio de Checoslovaquia de Motociclismo de 1979
El Gran Premio de Checoslovaquia de Motociclismo de 1979 fue la decimosegunda prueba de la temporada 1979 del Campeonato Mundial de Motociclismo. El Gran Premio se disputó el 19 de agosto de 1979 en el Circuito de Brno.

## Resultados 350cc
Gracias a la victoria en esta Gran Premio, quinta de la temporada para él, el sudafricano Kork Ballington se proclamó campeón del mundo de la categoría. Su compañero de escudería, y único que luchaba con él en la lucha por el título, el neozelandés Gregg Hansford solo pudo ser cuarto. Completaron el podio el alemán Anton Mang y el francés Patrick Fernandez.
| Pos. | Piloto             | Equipo        | Tiempo     | Pts. |
| ---- | ------------------ | ------------- | ---------- | ---- |
| 1    | Kork Ballington    | Kawasaki      | 49' 53" 97 | 15   |
| 2    | Anton Mang         | Kawasaki      | +0" 43     | 12   |
| 3    | Patrick Fernandez  | Yamaha        | +15" 43    | 10   |
| 4    | Gregg Hansford     | Kawasaki      | +23" 38    | 8    |
| 5    | Éric Saul          | Adriatica     | +56" 11    | 6    |
| 6    | Roland Freymond    | Yamaha        | +1' 03" 09 | 5    |
| 7    | Pekka Nurmi        | Yamaha        | +1' 12" 07 | 4    |
| 8    | Klaas Hernamdt     | Yamaha        | +1' 18" 87 | 3    |
| 9    | Michel Frutschi    | Yamaha        | +1' 29" 32 | 2    |
| 10   | Jeffrey Sayle      | Yamaha        | +1' 47" 81 | 1    |
| 11   | Harald Merkl       | Yamaha        | +2' 15" 58 |      |
| 12   | Siegfried Minich   | Yamaha        | +2' 48" 95 |      |
| 13   | Adelio Faccioli    | Yamaha        | +3' 05" 16 |      |
| 14   | Alan North         | Yamaha        | +3' 09" 84 |      |
| 15   | Rini van Kasteren  | Yamaha        | +3' 13" 65 |      |
| 16   | Ernst Fagerer      | Yamaha        | +3' 20" 33 |      |
| 17   | Sadao Asami        | Yamaha        | +4' 25" 46 |      |
| 18   | Michael Schmid     | Yamaha        | +1 Vuelta  |      |
| 19   | Peter Baláž        | Yamaha        | +8 Vueltas |      |
| Ret  | Walter Villa       | Yamaha        | Ret        |      |
| Ret  | Paolo Pileri       | Yamaha        | Ret        |      |
| Ret  | Vic Soussan        | Yamaha        | Ret        |      |
| Ret  | Pentti Korhonen    | Yamaha        | Ret        |      |
| Ret  | Edi Stöllinger     | Kawasaki      | Ret        |      |
| Ret  | Olivier Chevallier | Yamaha        | Ret        |      |
| Ret  | Richard Hubin      | Yamaha        | Ret        |      |
| Ret  | Jon Ekerold        | Yamaha        | Ret        |      |
| Ret  | Patrick Pons       | Yamaha        | Ret        |      |
| Ret  | Grunwald Harfmann  | Yamaha        | Ret        |      |
| Ret  | Etienne Geeraerdt  | Yamaha        | Ret        |      |
| Ret  | Christian Sarron   | Yamaha        | Ret        |      |
| Ret  | Christian Estrosi  | Kawasaki      | Ret        |      |
| Ret  | Eero Hyvärinen     | Yamaha        | Ret        |      |
| Ret  | Yoshimi Matsumoto  | Yamaha        | Ret        |      |
| Ret  | Gustav Reiner      | Yamaha        | Ret        |      |
| Ret  | Josef Hage         | Yamaha        | Ret        |      |
| Ret  | Bohumil Staša      | Yamaha        | Ret        |      |
| Ret  | Bernd Tüngethal    | Yamaha        | Ret        |      |
| Ret  | Kenny Blake        | Yamaha        | Ret        |      |
| Ret  | Chas Mortimer      | Yamaha        | Ret        |      |
| Ret  | Michel Rougerie    | Bimota-Yamaha | Ret        |      |

## Resultados 250cc
Con el título del cuarto de litro ya asignado matemáticamente desde la carrera anterior, el nuevo campeón mundial Kork Ballington obtuvo la sexta victoria de la temporada, por delante de los italianos Graziano Rossi y Paolo Pileri.
| Pos. | Piloto                       | Moto       | Tiempo     | Pts. |
| ---- | ---------------------------- | ---------- | ---------- | ---- |
| 1    | Kork Ballington              | Kawasaki   | 43' 39" 49 | 15   |
| 2    | Graziano Rossi               | Morbidelli | +5" 09     | 12   |
| 3    | Paolo Pileri                 | Yamaha     | +5" 53     | 10   |
| 4    | Anton Mang                   | Kawasaki   | +27" 18    | 8    |
| 5    | Randy Mamola                 | Yamaha     | +1' 03" 45 | 6    |
| 6    | Patrick Fernandez            | Yamaha     | +1' 03" 92 | 5    |
| 7    | Olivier Chevallier           | Yamaha     | +1' 04" 49 | 4    |
| 8    | Edi Stöllinger               | Kawasaki   | +1' 12" 80 | 3    |
| 9    | Walter Villa                 | Yamaha     | +1' 18" 14 | 2    |
| 10   | Roland Freymond              | Yamaha     | +1' 18" 88 | 1    |
| 11   | Klaas Hernamdt               | Yamaha     | +1' 19" 91 |      |
| 12   | Christian Estrosi            | Kawasaki   | +1' 42" 13 |      |
| 13   | Jean-François Baldé          | Kawasaki   | +1' 43" 00 |      |
| 14   | Siegfried Minich             | Yamaha     | +1' 43" 75 |      |
| 15   | Gregg Hansford               | Kawasaki   | +1' 54" 00 |      |
| 16   | Grunwald Harfmann            | Yamaha     | +2' 06" 86 |      |
| 17   | Jeffrey Sayle                | Yamaha     | +2' 07" 63 |      |
| 18   | Etienne Geeraerdt            | Yamaha     | +2' 16" 29 |      |
| 19   | René Delaby                  | Yamaha     | +2' 17" 23 |      |
| 20   | Hans Müller                  | Yamaha     | +2' 18" 06 |      |
| 21   | Murray Sayle                 | Yamaha     | +2' 29" 23 |      |
| 22   | Josef Hage                   | Yamaha     | +2' 34" 38 |      |
| 23   | Hans Gasser                  | Kawasaki   | +2' 36" 40 |      |
| 24   | Franco Marcheggiani          | Yamaha     | +2' 40" 79 |      |
| 25   | Fernando González de Nicolás | Yamaha     | +2' 55" 03 |      |
| 26   | Yves de Kimpe                | Bimota     | +3' 09" 02 |      |
| 27   | Peter Baláž                  | Yamaha     | +3' 21" 03 |      |
| 28   | Alain Béraud                 | Yamaha     | +3' 29" 24 |      |
| 29   | Karl-Thomas Grässel          | Kawasaki   | +3' 49" 25 |      |
| Ret  | Chas Mortimer                | Yamaha     | Ret        |      |
| Ret  | Guy Bertin                   | Yamaha     | Ret        |      |
| Ret  | Sadao Asami                  | Yamaha     | Ret        |      |
| Ret  | Pekka Nurmi                  | Yamaha     | Ret        |      |
| Ret  | Jon Ekerold                  | Yamaha     | Ret        |      |
| Ret  | Éric Saul                    | Yamaha     | Ret        |      |
| Ret  | José Cecotto                 | Yamaha     | Ret        |      |
| Ret  | Richard Hubin                | Yamaha     | Ret        |      |
| Ret  | Vladimir Jarolim             | Yamaha     | Ret        |      |
| Ret  | Raymond Roche                | Yamaha     | Ret        |      |
| Ret  | Bernd Tüngethal              | Yamaha     | Ret        |      |
| Ret  | Sauro Pazzaglia              | Yamaha     | Ret        |      |
| Ret  | János Drapál                 | Yamaha     | Ret        |      |
| Ret  | Alan North                   | Yamaha     | Ret        |      |
| Ret  | Jan Bartunek                 | Jawa       | Ret        |      |
| Ret  | Barry Ditchburn              | Kawasaki   | Ret        |      |
| Ret  | Pentti Korhonen              | Yamaha     | Ret        |      |
| Ret  | Vic Soussan                  | Yamaha     | Ret        |      |
| Ret  | Eero Hyvärinen               | Yamaha     | Ret        |      |

## Resultados 125cc
Gracias a la ausencia del español Ángel Nieto, el piloto francés Guy Bertin se aprovechó para conseguir el primer triunfo de su carrera deportiva en el Mundial. El austríaco Harald Bartol y el italiano Maurizio Massimiani fueron segundo y tercero respectivamente.
| Pos. | Piloto                       | Moto       | Tiempo     | Pts. |
| ---- | ---------------------------- | ---------- | ---------- | ---- |
| 1    | Guy Bertin                   | Motobécane | 46' 15" 18 | 15   |
| 2    | Harald Bartol                | Morbidelli | +4" 03     | 12   |
| 3    | Maurizio Massimiani          | MBA        | +22" 47    | 10   |
| 4    | Gert Bender                  | Bender     | +1' 02" 02 | 8    |
| 5    | Hans Müller                  | MBA        | +1' 14" 38 | 6    |
| 6    | Bruno Kneubühler             | MBA        | +1' 28" 30 | 5    |
| 7    | Rolf Blatter                 | Morbidelli | +1' 32" 93 | 4    |
| 8    | Peter Baláž                  | Morbidelli | +2' 02" 54 | 3    |
| 9    | Peter Looijesteijn           | MBA        | +2' 19" 83 | 2    |
| 10   | Patrick Hérouard             | Morbidelli | +2' 22" 13 | 1    |
| 11   | Walter Koschine              | Fantic     | +2' 38" 91 |      |
| 12   | Ernst Fagerer                | Morbidelli | +2' 46" 74 |      |
| 13   | Stefan Jansen                | Morbidelli | +3' 39" 59 |      |
| 14   | Theo Timmer                  | Morbidelli | +3' 41" 34 |      |
| 15   | Jean-François Lecureux       | Morbidelli | +4' 23" 72 |      |
| 16   | Zbyněk Havrda                | Morbidelli | +4' 26" 01 |      |
| 17   | Bedřich Fendrich             | Juventa    | +1 Vuelta  |      |
| 18   | Heinz Pristavnik             | Morbidelli | +1 Vuelta  |      |
| 19   | Jan Dobias                   | MZ         | +5 Vueltas |      |
| Ret  | Ricardo Tormo                | Bultaco    | Ret        |      |
| Ret  | Alojz Pavlič                 | MBA        | Ret        |      |
| Ret  | Fernando González de Nicolás | Morbidelli | Ret        |      |
| Ret  | Werner Schmied               | Rotax      | Ret        |      |
| Ret  | François Granon              | Morbidelli | Ret        |      |
| Ret  | Jean-Louis Guignabodet       | Morbidelli | Ret        |      |
| Ret  | Leif Gustafsson              | Morbidelli | Ret        |      |
| Ret  | August Auinger               | Morbidelli | Ret        |      |
| Ret  | Stefan Dörflinger            | Morbidelli | Ret        |      |
| Ret  | Boris Bajc                   | MBA        | Ret        |      |
| Ret  | Kamil Hrušecky               | VAB-Jawa   | Ret        |      |
| Ret  | Karel Sedláček               | Morbidelli | Ret        |      |
| Ret  | Karel Hanika Sr.             | Morbidelli | Ret        |      |
| Ret  | Zdenĕk Zidlik                | Morbidelli | Ret        |      |
| Ret  | Marcelino García             | Morbidelli | Ret        |      |
| Ret  | Alfred Waibel                | Morbidelli | Ret        |      |
| Ret  | Patrick Plisson              | Morbidelli | Ret        |      |
| Ret  | Hagen Klein                  | Hess       | Ret        |      |
| Ret  | Per-Edvard Carlsson          | MBA        | Ret        |      |
| Ret  | Italo Zerbini                | MBA        | Ret        |      |
| Ret  | Aldo Pero                    | Morbidelli | Ret        |      |
| Ret  | Reiner Koster                | MBA        | Ret        |      |